# Elaine S. Edwards
Elaine Schwartzenburg Edwards, född 8 mars 1929 i Marksville, Louisiana, död 14 maj 2018 i Denham Springs, Louisiana, var en amerikansk demokratisk politiker. Hon representerade delstaten Louisiana i USA:s senat från augusti till november 1972.
Hon gifte sig 1949 med Edwin Edwards och äktenskapet slutade 1989 i skilsmässa. Maken Edwin hade 1972 tillträtt som guvernör i Louisiana för första gången när senator Allen J. Ellender avled. Guvernören utnämnde sin hustru till senaten fram tills senatsvalet ett par månader senare. Hon lovade att inte ställa upp i valet och hade samma politiska synsätt som maken. Hon efterträddes som senator av J. Bennett Johnston. Fyra år senare, i presidentvalet i USA 1976 stödde Elaine S. Edwards republikanen Gerald Ford, medan maken stödde demokraternas kandidat Jimmy Carter.